# Jure Detela
Jurij „Jure“ Detela (* 12. Februar 1951 in Ljubljana, SFRJ; † 17. Januar 1992 in Ljubljana, Slowenien) war ein slowenischer Schriftsteller, Lyriker und Pazifist.

## Leben und Werk
Nach Grundschule und Gymnasium in Ljubljana nahm Jure Detela ein Studium der Anglistik und Kunstgeschichte an der Universität Ljubljana auf, brachte dieses jedoch trotz seiner intensiven und anhaltenden Beschäftigung mit bildender Kunst und Architektur nie zu einem Abschluss. Er engagierte sich in der Studentenbewegung, war 1970 zusammen mit Jaša Zlobec und Mladen Dolar kurzzeitig Mitglied einer Gruppierung, die Verbindungen zur französischen trotzkistischen AJS (Alliance des jeunes pour le socialisme) unterhielt, schrieb für die Studentenzeitschrift Tribuna und gründete im Herbst 1971 die sogenannte Studentenkirche (študentska cerkev), die vor dem Hintergrund der ideologischen Grabenkämpfe innerhalb der Studentenbewegung ein mehr oder weniger kulturanarchistisches Happening darstellte. Ab 1973 veröffentlichte Detela seine Gedichte in der Zeitschrift Sodobnost, gleichzeitig manifestierten sich bereits jene Haltungen, die auch seine Literatur bestimmten sollten, vor allem sein bedingungsloser Pazifismus, die Ablehnung von staatlicher Gewalt und ein obsessives Bemühen um einen gewaltfreien Umgang mit allen Tieren: Sie äußerten sich u. a. in seinem radikalen Veganismus, in Formen eines persönlichen Tierschutz-Aktivismus (z. B. im wiederholten Öffnen von Käfigen im Tiergarten in Ljubljana), in der Teilnahme an Lesungen vor Hausbesetzern, in der Durchführung von Performances im öffentlichen Raum, in der radikalen Weigerung, eine Waffe anzurühren (die ihm eine psychiatrische Diagnose und die Entlassung aus der Armee nach zwei Wochen Präsenzdienst einbrachte) oder auch in einer öffentlichen Kommemoration für die toten Mitglieder der Baader-Meinhof-Gruppe im Oktober 1977, auf welche eine polizeiliche Hausdurchsuchung bei Detela folgte. Gemäß seiner Überzeugung, dass es in seinem Schreiben nichts gebe, das sich nur auf der Ebene der Privatheit abspielte, erscheint eine Trennung von Leben und Werk bei ihm exemplarisch unmöglich. 1979 schrieb Detela zusammen mit Iztok Osojnik und Iztok Saksida Jakac das Podrealistični manifest (Subrealistisches Manifest), welches in der „bleiernen“ Zeit der späten 1970er Jahre den einzigen Versuch einer programmatischen Selbstpositionierung von Künstlern als Gruppe darstellte. 1980 gehörte er zu den Unterzeichnern des Aufrufs zur Gründung der Zeitschrift Nova revija, deren Haltung gegenüber der „neuen Linken“ er aber bereits in der dritten Nummer kritisierte. 1983 gehörte er zusammen mit Alenka Puhar und Božidar Slapšak zu den Unterzeichnern eines Aufrufs an das jugoslawische Parlament, sich für die Abschaffung der Todesstrafe einzusetzen. Im März 1989 trat Detela wegen „anonymer“ telefonischer Drohungen, die sein Freund Jaša Zlobec erhalten hatte, kurzfristig in einen Hungerstreik, was seine wegen jahrelanger Appetitlosigkeit bereits angeschlagene Gesundheit weiter verschlechterte. Er plante die Gründung eines zivilgesellschaftlichen pazifistischen Bundes (Pacifistična zaveza) und nahm an Treffen der Friedensbewegung teil; nach Ausbruch des sogenannten 10-Tage-Kriegs im Juni 1991 und aus Widerwillen gegen die neuen Nationalismen begab sich Detela bereits schwerkrank in den Cankarjev dom, um die slowenische Führung zur Gewaltfreiheit aufzurufen. Detela hungerte sich buchstäblich zu Tode und starb am 17. Dezember 1992 in der Wohnung seiner Eltern in Ljubljana, wo er auch nach seiner Studienzeit die meiste Zeit gelebt hatte.
Die zu Lebzeiten des Autors erschienenen Gedichtbände Zemljevidi [Landkarten] (1978), Mah in srebro [Moos und Silber] (1983) sowie der nachgelassene Gedichtzyklus Tisoč krotkih oči [Tausend zahme Augen] wurden 1992 vom Klagenfurter Wieser Verlag unter dem Titel Pesmi [Gedichte] publiziert. Übersetzungen ins Englische sind in dem zweisprachigen Gedichtband Haiku (2004) enthalten (Übersetzer: Jure Novak). Eine Essaysammlung mit dem Titel Zapisi o umetnosti [Schriften über die Kunst] wurde 2005 von Miklavž Komelj herausgegeben, welcher 2018 auch die zweibändige, mehr als 1.700 Seiten umfassende Ausgabe Zbrane pesmi [Gesammelte Gedichte] veranstaltet hat. 2010 wurde das Podrealistični manifest (Subrealistisches Manifest, zusammen mit Iztok Osojnik und Iztok Saksida) als E-Book publiziert. 2018 erschien Mah in srebro (Moos und Silber) in New York in englischer Übersetzung (Moss and Silver). Darüber hinaus gibt es zahlreiche Referenzen auf Jure Detela in Werken anderer Autoren, erwähnt werden müssen z. B. Titelzitate im Werk von Franjo Frančič, welcher auch einen Erinnerungstext auf seinen Freund Jure Detela geschrieben hat (Jure Detela, der letzte Poet des Absoluten). Iztok Osojniks Gedichtband Mah in srebro. Pesmi na Jureta [Moos und Silber. Gedichte auf Jure Detela] ist dem Freund und Weggefährten gewidmet und zitiert den Titel von Detelas Gedichtband aus dem Jahr 1983. Für seine Lyrik wurde Jure Detela 1992 post mortem den Jenko-Preis zugesprochen. Der in Wien und im Waldviertel lebende Autor und Herausgeber Lev Detela ist sein Halbbruder.

## Werke

### Lyrik
Zemljevidi. Ljubljana: Mladinska knjiga 1978.
Mah in srebro. Maribor: Obzorja 1983.
Pesmi. Klagenfurt/Celovec, Salzburg: Wieser 1992.
Haiku = Haiku. Ljubljana: Društvo Akpokalipsa 2004.
Moss and Silver. Übersetzung: Raymond Miller, Tatjana Jamnik. Brooklyn : Ugly Duckling Presse 2018.
Zbrane pesmi. I.-II. Hg. von Miklavž Komelj. Ljubljana: Beletrina 2018 (Gesammelte Gedichte)

### Prosa und Essay
Pod strašnimi očmi pontonskih mostov. Koper: Lipa 1988.
Zapisi o umetnosti. Eseji. Hg. von Miklavž Komelj. Koper: Hyperion 2005.
Orfični dokumenti. Teksti in fragmenti iz zapuščine. Hg. von Miklavž Komelj. Koper: Hyperion 2011.
Jure Detela, Iztok Osojnik, Iztok Saksida: Podrealistični manifest. E-Book. Ljubljana : Društvo za domače raziskave 2010.